# Moravski jezik
Moravski jezik (moravščina, češki moravština, moravský jazyk) je osporavan jezik, kojim govori stanovništvo u Moravskoj. U Češkoj službeno različna narječja češtine govore, s druge strane mnogi Moravci tvrde, da imaju poseban jezik.
Samo u 19. stoljeću su kvalificirali moravski jezik, da je češko narječje. Stari dokumenti razlikuju Moravace i Čehe, te moravski i češki jezik. Moravci odavno nisu klasificirali u Čehe.

## Narječja
U povijesnoj Češkoj već su opustjela narječja, baš u Moravskoj još uvijek su narječja.
Narječja su:
- Hanáčko ili srednje-moravsko narječje (Znojmo, Třebíč, Brno, Olomouc, Přerov, Zábřeh i Šumperk)
- Vlaško ili istočne-moravsko narječje (Břeclav, Hodonín, Kyjov, Uherské, Uherské Hradiště, Zlín, Vsetín). Ovo narječje ima dijalekatski kontinuum prema slovačkomu jeziku.
- Laška narječja također su osporavna, jer nekoji misliju, da je poseban zapadnoslavenski jezik. Govori se u kraju Opave, Ostrave, Frýdeka i Místeka te Frenštáta pod Radhoštěm
- Jugoistočno-moravsko narječje (Dačice, Jihlava, Žďár nad Sázavou) je narječje Češko-moravske vrhovine

Moravska narječja su vrlo različna, baš također imaju različne dijalekte slovenski i hrvatski jezik. Moravski jezik je sačuvao mnoge arhaizme, zašto sličnosti su među moravskog i drugih slavenskih jezika (ruski, hrvatski, prekomurski, slovenski te hrvatska narječja). Ove sličnosti nisu u češtini.

## Pitanje moravskog jezika
Slovački intelektualci u 19. stoljeću još su se namjerno zbližili prema Moravcima, jer moravski i slovački jezik su bili vrlo slični. Kasnije je raširio pogled, da Moravci su etnička grupa Čeha i njihov jezik je samo češko narječje. Češki intelektualci su prezirali moravski jezik i nisu bili spremni uzidati moravizma u književnu češtinu.
U Češkoj se je razvio jedan novi jezik, t.i. općna čeština (obcená čeština). Intelektualci predložijo standardizaciju općne češtine. A Moravci ne moraju primiti općne češtine, zašto su nekoji prijedlogi, da u Moravskoj ostanijo kod službenog češkog jezik (spisovná čeština). Ali drugi Moravci želiju službeni moravski književni jezik. Česi su protiv ideje moravskog jezika.

## Govornici
1991. godine 1.363.000 ljudi govori, da se klasificira u Moravce, 2001. godine samo 380.474. Međutim svi Moravci ne primijo moravštine za materinski jezik.

## Vanjske poveznice
- ŠLONZACI A VOLKSLISTA (bruntál.net)  Arhivirana inačica izvorne stranice od 29. svibnja 2012. (Wayback Machine)
- Ujištění ČSÚ o sčítání moravského jazyka. (moravane.eu)  Arhivirana inačica izvorne stranice od 22. travnja 2012. (Wayback Machine)
- Zoltán András: Irodalmi nyelv is lesz a morva? (Kisebbségkutatás, 11. évf.)
- Číšník tvoří spisovnou moravštinu (iDNES.cz)